# كارلوس إزكيفيل
كارلوس إزكيفيل (بالإسبانية: Carlos Esquivel)‏ (10 أبريل 1982 في المكسيك - ) هو لاعب كرة قدم مكسيكي في مركز الدفاع. شارك مع منتخب المكسيك لكرة القدم. أما مع النوادي، فقد لعب مع تايجرز أونال ونادي تولوكا وDeportivo Toluca F.C. Reserves and Academy ‏.

## روابط خارجية
- كارلوس إزكيفيل على موقع قاعدة بيانات كرة القدم.إي يو (الإنجليزية)
- كارلوس إزكيفيل على موقع ناشيونال فوتبول تيمز (الإنجليزية)
- كارلوس إزكيفيل على موقع Soccerway.com (الإنجليزية)
- كارلوس إزكيفيل على موقع AS.com (الإسبانية)